# Automeris amanda
Automeris amanda é uma espécie de mariposa do gênero Automeris, da família Saturniidae; possui nove subespécies.
Sua ocorrência foi registrada na América do Sul.

## Subespécies
Possui as seguintes subespécies:
- Automeris amanda amanda (Peru, Bolívia e Equador).[3]
- Automeris amanda amandocuscoensis (Peru)[4]
- Automeris amanda amandojunica (Peru)[5]
- Automeris amanda lichyi (Nicarágua e Venezuela)[6]
- Automeris amanda lichyl (Argentina, Colômbia e Venezuela)[7]
- Automeris amanda limpida (Peru e Equador)[8]
- Automeris amanda subobscura (Colômbia, Equador e Peru)[9]
- Automeris amanda tucuman (Argentina)[10]
- Automeris amanda tucumana (Argentina, Bolívia e Colômbia)[11]